# Tadeusz Maciejewski (prawnik)
Tadeusz Kazimierz Maciejewski (ur. 28 sierpnia 1952 w Ostrowie Wielkopolskim, zm. 16 listopada 2022 w Gdańsku) – polski historyk prawa. Kierownik Katedry Historii Prawa na Wydziale Prawa i Administracji Uniwersytetu Gdańskiego.

## Życiorys
Z wykształcenia prawnik. W 1975 ukończył studia na Wydziale Prawa i Administracji Uniwersytetu im. Adama Mickiewicza w Poznaniu, na podstawie pracy magisterskiej Umowy rusko-bizantyjskie z X wieku. W tym samym roku zawodowo związał się z Uniwersytetem Gdańskim, gdzie został zatrudniony w Katedrze Powszechnej Historii Państwa i Prawa, w której przeszedł wszystkie stopnie i tytuły kariery naukowej. Stopień naukowy doktora uzyskał w 1980 na podstawie rozprawy Kodyfikacje gdańskiego prawa miejskiego z XVIII wieku. W 1990 habilitował się w oparciu o pracę Zbiory wilkierzy w miastach państwa zakonnego do 1454 r. i Prus Królewskich lokowanych na prawie chełmińskim. Stanowisko profesora nadzwyczajnego UG uzyskał w 1996. W 1999 otrzymał z rąk Prezydenta RP Aleksandra Kwaśniewskiego tytuł naukowy profesora nauk prawnych, zaś w 2004 stanowisko profesora zwyczajnego, z mianowania Ministra Edukacji Narodowej i Sportu Mirosława Sawickiego.
Wykładał również w innych krajowych uczelniach niepublicznych, będąc tam zatrudnionym na drugim etacie profesora (Bałtycka Wyższa Szkoła Humanistyczna w Koszalinie (1994–2001), Szkoła Wyższa im. P. Włodkowica w Płocku (2001–2005), Powszechna Wyższa Szkoła Humanistyczna "Pomerania" w Chojnicach (od 2006; w latach 2007–2008 Dziekan PWSH). Był też wykładowcą, stażystą i stypendystą uniwersytetów zagranicznych, m.in. w Wiedniu, Monachium, Wilnie, Mediolanie, Messynie, Turku.
W latach 1992–2013 kierownik Katedry Powszechnej Historii Państwa i Prawa. Od października 2013, po reorganizacji katedr prawnohistorycznych na UG, kierował wspólną Katedrą Historii Prawa.
Zmarł w Gdańsku, pochowany 26 listopada 2022 na cmentarzu Srebrzysko (rejon IX, kwatera TAR IV WOJ-3-16).

## Wybrane publikacje
Monografie:
- Prawo sądowe w ustawodawstwie miasta Gdańska w XVIII wieku, Wrocław 1984,
- Zbiory wilkierzy w miastach państwa zakonnego do 1454 r. i Prus Królewskich lokowanych na prawie chełmińskim, Gdańsk 1989,
- Wilkierze miasta Torunia, Poznań 1997,
- Narzędzia tortur, sądów bożych i prób czarownic, Koszalin 1997.

Podręczniki akademickie:
- Historia ustroju i prawa sądowego Polski, Wyd. C.H. Beck, Warszawa 1999, 2003, 2008, 2011,
- Historia powszechna ustroju i prawa, Wyd. C.H. Beck, Warszawa 2000, 2004, 2007, 2011,
- Historia administracji, Wyd. C.H. Beck, Warszawa 2002, 2006,
- Historia polskiej myśli administracyjnej do 1918 r., Wyd. C.H. Beck, Warszawa 2008,
- Leksykon historii prawa i ustroju. 100 podstawowych pojęć [redaktor i współautor], Wyd. C.H. Beck, Warszawa 2010,
- Historia administracji i myśli administracyjnej, Wyd. C.H. Beck, Warszawa 2013,

## Nagrody i wyróżnienia
- II nagroda w XXII Konkursie Państwa i Prawa na najlepsze prace doktorskie (1981)
- honorowe wyróżnienie w XXXIV Konkursie Państwa i Prawa na najlepsze rozprawy habilitacyjne (1993)
- nagroda indywidualna Ministra Edukacji Naukowej (2001)
- Medal 50-lecia Uniwersytetu Gdańskiego (2021)[3]